# 愛と死の記録
『愛と死の記録』（あいとしのきろく、英称：The Heart of Hiroshima）は、1966年製作の日本映画。映倫番号14618・モノクロ・日活スコープ・92分・昭和41年度芸術祭参加作品。

## あらすじ
戦後から21年。ヒロシマは見事に復興した。楽器店で働く松井和江（吉永小百合）は店の前で写真製版工の三原幸雄（渡哲也）のオートバイに触れ、レコードを割った。それを見ていた同僚のふみ子（浜川智子）の画策で、和江と幸雄は公園で会う。ナイーブな幸雄に惹かれ、二人は愛を育む。しかし原爆孤児で被爆した幸雄は結婚をためらう。わけを聞かせてくれない幸雄に和江は苦しむ。

## キャスト
- 松井和江：吉永小百合

楽器店で働く女性。
- 三原幸雄：渡哲也

写真製版工。バイクが好きな青年。4歳の時に被爆して、両親を失った過去がある。
- 近所の娘：芦川いづみ
- ふみ子：浜川智子

和江の同僚。
- 藤井：中尾彬

ふみ子の恋人。
- 和江の兄：垂水悟郎
- 和江の母：三崎千恵子
- 和江の義姉：鏑木はるな
- 金井進二
- 看護婦長：漆沢政子
- 患者A：日野道夫
- 患者B：河瀬正敏
- 看護婦：萩道子
- 横田楊子
- 脇田義信
- 露木護
- 板倉脇久
- 佐野浅夫
- 滝沢修

## スタッフ
- 監督：蔵原惟繕
- 企画：大塚和
- 脚本：大橋喜一、小林吉男
- 撮影：姫田真佐久
- 照明：岩木保夫
- 録音：紅谷愃一
- 美術：大鶴泰弘
- 音楽：黛敏郎
- 編集：丹治睦夫
- 助監督：木下喜源
- 製作担当者：山野井政則
- 方言指導：吉田喜代子

## 製作

### 企画
吉永小百合・浜田光夫コンビによる日活の純愛&青春映画路線は大成功し、1964年の『愛と死をみつめて』は4億7500万円と日活創業以来の大ヒットを記録した。本作は題名からも分かるように、二匹目のドジョウを狙い企画された。しかし浜田光夫がクランクイン直前に不幸な事故で、急遽新人・渡哲也を代役に立て製作された。
渡哲也・吉永小百合初の共演作で、渡にとっては初めての文芸作品、かつ初めての大役抜擢だった。

### 脚本
オリジナル脚本だが、実話を基にしている。吉永は「大江健三郎さんの『ヒロシマ・ノート』の中で紹介されている実話」と話している（ノンクレジット）。

### 撮影
浜田光夫の思わぬ負傷で、普通なら製作を延期するところだが、ドル箱路線に大きなヒビが入った日活はすぐに浜田に見切りをつけ、代役に渡哲也を抜擢した。このため撮影所内で血も涙もない日活首脳陣への批判が囁かれた。吉永は1966年7月15日から31日まで大阪フェスティバルホールで、労音主催のリサイタルを終え、1966年8月5日から広島ロケに入る予定だったが、「長年のコンビの浜田さんが失明するかどうかという一生の危機にあるとき、代役の人と組むのは感情が許さない」と難色を示し、広島ロケを目前にして吉永が「出演を延ばして」と日活に申し入れた。これに対して日活は封切予定は動かせないと、主役抜きのまま広島の実景ロケを先に始め、吉永には早く出演するようにと催促した。日活は石神清宣伝部長が吉永の説得にあたったが、吉永はその理由以外にも『愛して泣いて突っ走れ』『風車のある街』など直前の主演作があまりヒットせず、21歳になる自分はいつまでも青春スターではいられないのではと不安を抱えていた。日活は浅丘ルリ子は会社と揉め、若手の和泉雅子、松原智恵子、西尾三枝子はキャリア不足で、大黒柱の吉永に演技派に転じられては困る日活は、吉永小百合・浜田光夫コンビでは、監督は森永健次郎、斎藤武市、西河克己と相場が決まっていたが、久しぶりに蔵原惟繕をあて、作品のムードを変え吉永の気持ちを静めて説得した。
渡哲也も『あなたの命』の撮影で宮城県気仙沼ロケ中だったが、渡も仲の良い浜田がやる気満々だった『愛と死の記録』の代役を自分が受けていいものかと悩み、日活首脳に「浜ヤンが治るまで待ってあげられないのでしょうか」と掛け合ったが聞き入れられず。日活の女王との初共演は嬉しいが、今まで暴れまわって、人と取っ組み合いばかりの芝居をして来たため、心理描写の多い表情の芝居が多い初めての文芸作品が不安で悩んだ。当時の渡は後年のイメージとは違う"のんき坊主"と言われていた。渡りはこの時「逃げ出したい心境であった」という
撮影は3時間も4時間もリハーサルが繰り返され、夕方から深夜まで毎日本読み。吉永も音を上げそうになる程、厳しい撮影だったが「演じているうちにどんどんヒロインにひきつけられて、ヒロインの心情と一体となって、思い切り演じられたという充足感を持つことができた」と話している。渡哲也は撮影以外の外出も出来ず、蔵原惟繕監督に散々絞られた。渡はアクションばかり出ていてシリアスドラマはほぼ初体験だった。撮影中に渡は「役者というものの難しさがつくづく分かった。だけど、嬉しさも少し分かりかけたみたいだ」と話し、渡の演技も高い評価を得た 。
1966年夏に長期オール広島ロケが行われた。当初1966年8月5日からクランクインを予定していたが、吉永が気管支炎を発症して寝込んだため、1966年8月半ばクランクイン。

## ロケ地
- 広島県広島市
  - 中区
    - 原爆ドーム[4]…当時はドーム内に入れたため、撮影途中にお昼の弁当をドーム内で食べた[9]
    - 平和記念公園
    - 元安橋
    - 相生橋
    - 平和大橋
    - 原爆病院
    - 吉島刑務所付近

  - 西区
    - 庚午

  - 南区
    - 広島港[2]
    - 荒神橋
    - 中本総合印刷大州工場[13]…三原幸雄と藤井が働く印刷工場
    - 的場町[13]

  - 安芸郡坂町
  - 呉市
    - 狩留賀町
    - 音戸大橋
    - 桂ヶ浜

## 興行
吉永は「完成した作品から原爆ドームやケロイドの顔が出ている場面はほとんど削られました。当時はまた今とは違うさまざまな思惑があったのでしょうが、原爆をテーマにした映画なのに、なぜという強い思いを持った」と話している。

## 作品の評価
『週刊読売』は「青春映画の佳作。難病路線といえばそれまでで、事実に基づいた話でもあるのだが、それを情緒的にべとべとしないで、ここまで高めた脚本は非凡だ。広島でオールロケした蔵原惟繕監督の演出にもきれいごとに終わらせない緊張がある。原爆の恐ろしさ―原爆反対という公式な主題にとどまらず、その中に現代の青春の姿を生き生きと捉えた。吉永がいいし、ケガをした浜田光夫の代役・渡にとっては、一つの演技開眼であろう」などと評してる。
『週刊平凡』は「渡哲也は浜田光夫に比べて体格がよく、吉永との対照に新しいよい印象を感じさせる。このコンビは成功といっていい。吉永もこの役にかけた情熱と気迫が画面からひしひしと感じとられる好演だ。二人には軽い青春明朗映画だけの起用にせず、貴重な才能と個性を浪費しないよう本格的な作品にこれからも取り組んでもらいたい」などと評した。

### 受賞
第17回ブルーリボン賞新人賞（渡哲也）。

## 影響
吉永は本作の出演や、胎内被爆者の芸者を演じたテレビドラマ/映画『夢千代日記』の出演を切っ掛けに、1986年からボランティアで原爆詩の朗読会をスタートさせ、反戦・反核運動をライフワークとしている。
本作製作当時は、渡＆吉永の新コンビと騒がれたが、渡はこの後はアクションを主体に、日活退社後は石原プロモーションでテレビ中心の活動になったため、映画で恋人同士を演じたのは30年後の1998年『時雨の記』と、本作の2本だけとなる。

## 同時上映
- 絶唱（和泉雅子・舟木一夫主演版）